# Chiesa di San Biagio (Vivaro Romano)
La chiesa di San Biagio Vescovo e Martire è la parrocchiale di Vivaro Romano, in  città metropolitana di Roma Capitale e diocesi di Tivoli; fa parte della quarta vicaria.

## Storia
La Chiesa medioevale ormai non più esistente era certamente a una navata, con altare maggiore e ai lati di questo gli altari della Madonna e di San Biagio; erano presenti inoltre il pulpito, due confessionali e il fonte battesimale di pietra, con coperchio a piramide di legno - questo ancora presente nella Chiesa.
Intorno alla meta del XVII secolo con l'accrescimento del beneficio della Chiesa si attuò un primo allargamento della Chiesa. Da una lettera del 9 febbraio 1681 dell'arciprete di Vivaro Domenico Abbatangelo indirizzata al Vescovo di Tivoli sappiamo non solo il numero di abitanti del paese, pari a circa 439 persone, ma anche della presenza, all'interno della Chiesa di tre cappelle "recentemente" restaurate: una per S. Biagio all'altare maggiore, una per SS. Rosario (a cura della Confraternita omonima) e una a S. Rocco; all'epoca la Parrocchia contava di una rendita di 34 scudi più quelli della Chiesa di S. Maria Illuminata.
Nel 1908 circa la Chiesa ormai fatiscente fu demolita e il 5 agosto 1910, nel giorno della festa patronale a Maria Santissima Illuminata, si procedette alla consacrazione da parte del vescovo Prospero Scaccia della nuova Chiesa, opera dell'ingegnere Costantino Sneider e costruita grazie al contributo del Cardinale Angelo Di Pietro.

## Descrizione
La nuova Chiesa è a tre navate a croce latina, in uno stile romanico rivisitato - dalla trifora in facciata al posto del tipico rosone ai pilastri interni a sostegno degli archi a tutto sesto tra le navate.

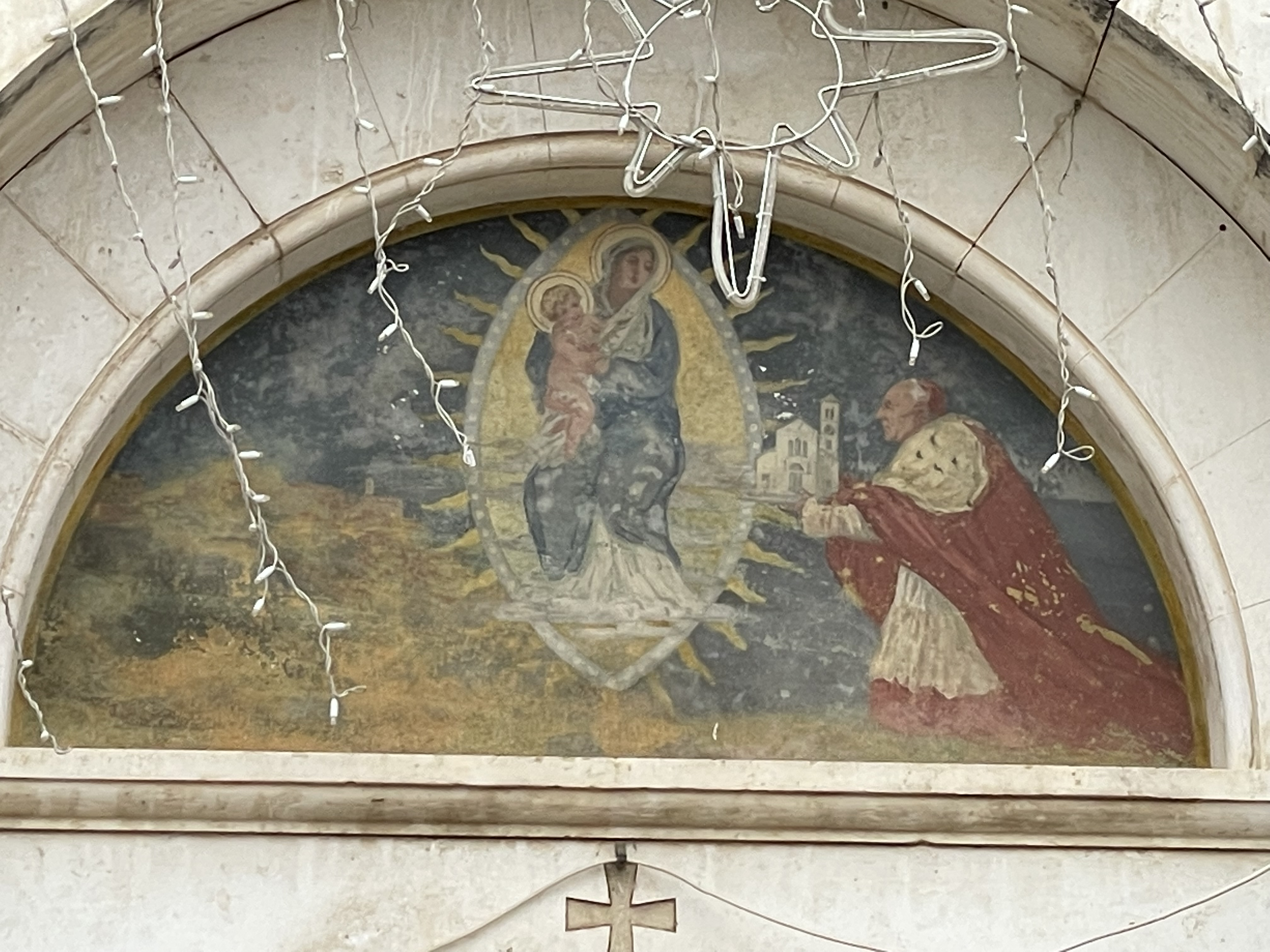
L'affresco sul portale principale.

### Esterno
La facciata a capanna della chiesa, rivolta a est, è suddivisa in due registri: quello inferiore presenta centralmente il portale maggiore sovrastato da un finto balconcino, un affresco nella lunetta superiore di Madonna col Bambino a cui il Cardinale Angelo Di Pietro dona la nuova Chiesa ricostruita, mentre quello superiore è caratterizzato da una trifora, centrata sul finto balconcino.
Ai lati della facciata principale sono presenti due facciate retrocesse su cui si aprono i due ingressi secondari, sulla navate laterali. Alla fine della navata destra si alza sull'abitato un campanile, con orologio e tre campane, due originali e una terza elettrica aggiunta l'8 dicembre 1983.

### Interno
Internamente la Chiesa si distingueva per gli importanti effetti chiaroscurali derivanti dalla pittura murale a fasce orizzontali bianche e nere, più recentemente riviste in un più tenue bianco-crema, illuminata da un doppio ordine di finestre.
Sull'altare maggiore si innalza un trittico ligneo tricuspide con colonnine e pinnacoli con raffigurati, dai pittori Silvio Galimberti ed Eugenio Cisterna che si occuparono anche delle pitture murali, S. Biagio assiso in trono e alla sua destra S. Antonio Abate e S. Antonio da Padova; alla sua sinistra invece S. Rocco e S. Francesco di Paola. Nel 2010 il trittico è stato sottoposto a un intervento di restauro sotto la direzione della Soprintendenza per i Beni Storici, Artistici ed Etnoantropologici per il Lazio.
La navata sinistra ha un trittico alla Madonna del Rosario con ai suoi lati S. Michele Arcangelo e S. Giuseppe; di particolare interesse è poi la grande macchina, dono dei vivaresi d'America per esporre l'immagine di Maria Santissima Illuminata. Sul trittico della navata destra infine l'Immacolata con S. Sebastiano e S. Lucia.

## Amministrazione parrocchiale
Della Parrocchia sono documentati i seguenti parroci:
- Arciprete Domenico Abbatangeli † (1679 - dopo il 1681)[1]
- Arciprete Angelo Alessandri da Vallinfreda † (menzionato del 1789)[7]
- Camillo Di Pietro † (menzionato nel 1867)[8]
- Angelo Matini † (menzionato nel 1962)[9]
- Marco Badiglio † (menzionato nel 1984)[10]
- José Pantano (incerto - in carica)